# Wojciech Lesnikowski

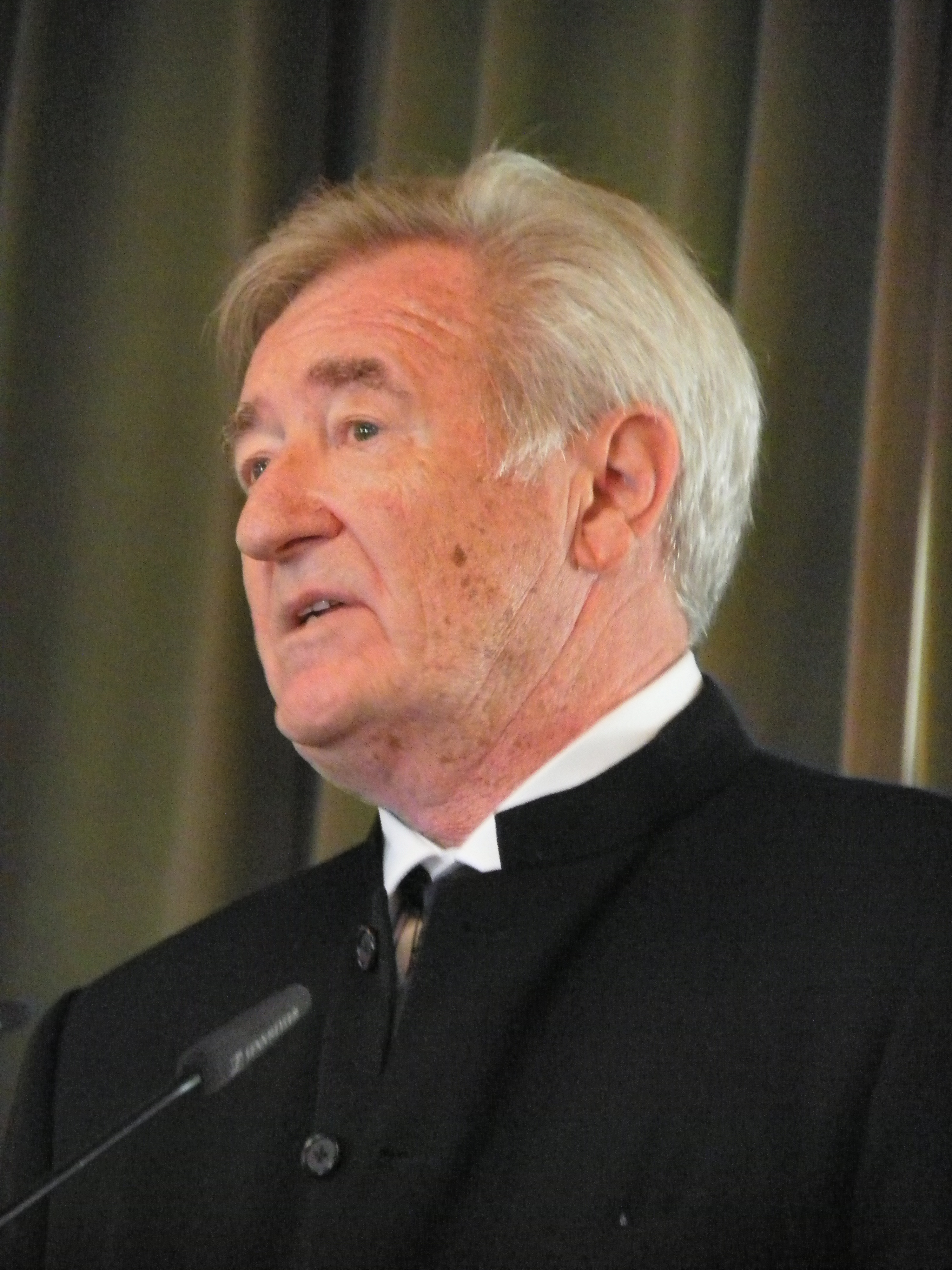

Wojciech Grzegorz Lesnikowski (Lublin, Polonia, 9 de mayo de 1938 - Lawrence, Kansas 17 de abril de 2014), fue un arquitecto, escritor y educador estadounidense de origen polaco. Él supervisó y participó en el diseño y construcción de numerosos proyectos arquitectónicos a gran escala en todo el mundo.

## Carrera
Lesnikowski recibió su Maestría en Arquitectura y Urbanismo de la Universidad de Cracovia de Tecnología de la Facultad de Arquitectura y Urbanismo en 1961. Trabajó en Cracovia, Polonia, durante unos pocos síes, y luego en 1964 se marchó a París para una pasantía con el famoso arquitecto Le Corbusier. Trabajó para Pierre Vago y Jean Renaudie, así como para Le Corbusier, mientras estaba en París. Comenzó a enseñar en la École des Beaux-Arts en 1967. Fue a Estados Unidos en 1969, trabajó como arquitecto en Chicago y continuó enseñando en numerosas instituciones de prestigio. Fue el principal arquitecto en HNTB, Loebl, Schlossman & Hackl y HOK Corporation. Él sirvió como el diseñador jefe de un hospital y un rascacielos - el icónico rojo CNA Center. Se convirtió en un distinguido profesor de la Universidad de Kansas en 1988. En 1990, se convirtió en un caballero de la Orden de las Artes y las Letras de Francia. En 2013 se convirtió en la octava persona en recibir un Premio Laurel de Cracovia, Polonia. Ha creado numerosos proyectos arquitectónicos como urbanizaciones, edificios públicos, aeropuertos, hospitales y rascacielos en Polonia, Francia, Estados Unidos, Nueva Zelanda, China, Japón e Italia.

## Muerte
Lesnikowski continuó enseñando en la Universidad de Kansas a través de una batalla de un año con el cáncer de cerebro. Murió repentinamente en la mañana del 17 de abril de 2014 en Lawrence, Kansas. Le sobreviven su esposa y tres hijas.

## Obras
- Airport, Krakow
- Airport, Warsaw
- Airport, Warsaw
- Cathedral, Warsaw
- Government Center, Taiwán
- Hospital, Chicago
- Library, Osaka, Japan
- Museum of Aviation, Krakow
- Office Complex, Taiwán
- Office Building, Chicago
- Office Building, Chicago
- Opera House, St. Louis
- Skyscraper, Hong Kong
- Skyscraper, New York
- Technology Center, Shanghái, China
- Skyscraper, Warsaw, Poland
- Terminal for Modlin Airport, Poland
- Terminal for KC Airport, Missouri
- Terminal for Katowice Airport, Poland
- Concert Hall for Kansas City, Missouri
- Terminal for Krakow Airport, Poland
- Terminal for Kansas City Airport, Missouri
- New Crystalline Generic Terminal

## Otras lecturas
- Wojciech Lesnikowski – architect, citizen of the world, Jan Kurek, Politechnika Krakowska im. Tadeusza Kościuszki, 2012 ISBN 8372426643, 9788372426642